# Navidezno nakupovanje
Navídezno (tudi skrivnostno) nakupovánje (angleško mystery shopping) je orodje, ki ga podjetja za raziskovanje tržišča, organizacije za zaščito potrošnikov in podjetja sama uporabljajo za ugotavljanje kakovosti storitev, njihove skladnosti s predpisi ter za zbiranje posameznih informacij o izdelkih in storitvah. Identiteta in namen navideznega (skrivnostnega) kupca (mystery shopper, mystery consumer) ocenjevanim zaposlenim običajno nista znana. Navidezni kupci opravljajo naročene naloge, kot so nakup izdelka, postavljanje vprašanj, podajanje pritožb ali kako drugo vedenje in nato poročajo o svoji izkušnji.
Navidezno nakupovanje se je kot način merjenja kakovosti storitev uveljavilo že do zgodnjih 1940. let. Orodja, ki se uporabljajo za ocenjevanje zaposlenih, segajo od preprostih vprašalnikov do popolnih zvočnih in videoposnetkov. Ocenjujejo se prodajalne, hoteli, kinematografi, restavracije s hitro prehrano, banke, bencinske črpalke, avtomobilska prodaja, stanovanja, klubi zdravja in zdravstvene ustanove. V Evropi se podjetja za navidezno nakupovanje združujejo v organizaciji MSPA (Mystery Shopping Providers Association) Europe.